# 陳祥 (弘治進士)
陳祥（1474年—？），字應和，號荷峰，江西瑞州府高安縣人，民籍，明朝政治人物。

## 生平
弘治十一年（1498年）戊午科江西鄉試第五十三名舉人。弘治十五年（1502年）中式壬戌科會試第二百八名，三甲第二十八名進士。初授上虞知县，以内艰归。正德二年（1507年）补任直隶华亭县知县。四年十一月，擢任四川道监察御史，巡按直隶。又巡按四川，淡素如寒士时。有御史素以贿闻，而依凭城社，祥发其私，诏免秩。及报命，以论堂官忤当路，正德十一年（1516年）外放担任广东惠州府知府。桶江巨寇作乱，命王守仁往征之，祥灭其二巢，绩奏，加正三品服俸。升广东按察司副使，嘉靖二年（1523年）二月，升河南右参政，六年（1527年）五月升福建右布政使，十月任順天府尹。七年正月升都察院右副都御史、总理南京粮储、兼巡抚应天。十二年四月以拾遗致仕。

## 著作
著有《荷峰集》。

## 家族
曾祖陳啟信；祖父陳方興；父陳用，曾任教授。母謝氏。重庆下。弟陳禧（贡士）。